# Regressão (2015)
Regression (bra/prt: Regressão) é um filme canado-hispano-estadunidense de 2015, dirigido e escrito por Alejandro Amenábar e estrelado por Ethan Hawke, Emma Watson e David Dencik.
O filme não foi bem recebido pelos críticos e também tornou-se um fracasso de bilheteria ao redor do mundo.

## Enredo
Em Minnesota, 1990, o detetive Bruce Kenner (Ethan Hawke) investiga o caso de John Gray (David Dencik) que admite ter abusado sexualmente de sua filha de 17 anos, Angela (Emma Watson), depois que ela dá uma queixa por escrito sobre ele, mas ele não tem nenhuma recordação do abuso. Eles procuram a ajuda do professor Kenneth Raines (David Thewlis) para usar uma técnica experimental para recuperar memória de John Gray e vem a suspeitar que seu colega, o Detetive George Nesbitt (Aaron Ashmore) está envolvido. Eles o detém, mas não conseguem encontrar provas contra ele. Os detetives suspeitam de um culto satânico envolvido, com base no testemunho de Angela, que diz que ela foi abusada por pessoas com máscaras e alguém tirou fotos dela. Bruce e Kenneth fazem Angela contatar Roy Gray (Devon Bostick) para obter informações sobre por que ele deixou a casa. Eles usam técnica de regressão sobre ele. Ele também lembra de figuras encapuzadas que entram seu quarto enquanto ele era jovem. Eles suspeitam que a avó, Rose Gray (Dale Dickey), tem algum envolvimento, mas não encontram nada, após uma busca na casa de Gray.
Enquanto isso, Bruce começa a ter pesadelos envolvendo rituais satânicos. Angela diz a ele que o culto está para matá-la quando ela mostrou sua marca demoníaca para ele e que ele está em perigo também. Ela diz a ele que sua mãe recebeu chamadas variadas e viu figuras estranhas olhando para ela na rua antes dela sofrer um acidente. Bruce começa a experimentar as mesmas coisas e seus pesadelos aumentam em intensidade. Rose salta da janela de sua casa depois de ver figuras fantasmagóricas, ferindo-se. Ele conhece Angela no cemitério da igreja para tranquilizá-la e depois de uma explosão emocional, ela o beija. Chocado, Bruce deixa ela lá e retorna à sua casa. Ele vê um anúncio de cereal na rua e reconhece a mulher nele como o que ele vê em seus pesadelos. Ele conclui que a sua imaginação fugiu dele. Ele diz a Kenneth que todas essas memórias passadas são induzidas por terapia e toda a situação é apenas o resultado de histeria em massa. Embora o professor hesita inicialmente, ele também vem a suspeitar que essas memórias não eram reais.
Bruce é atacado por duas figuras encapuzadas que finalmente revelam-se como George e seu colega, Farrell (Aaron Abrams). Bruce detém George como um molestador de crianças e arruinou sua carreira. Bruce oferece para esquecer toda a situação se George dizer tudo o que sabe. Depois de George revelar coisas, Bruce confronta Angela sobre o seu abuso e ela insiste que ela disse a verdade. Finalmente Bruce conclui que ela estava inventando tudo, desde o início, como ela queria escapar de sua família a quem ela acha que são um bando de bêbados. Ela queria fugir com George, como eles tiveram uma relação sexual por algum tempo, mas ele se recusa a fugir com uma menor. Ela acusou seu pai, a fim de escapar da casa. Quando Bruce confronta-la, ela lhe diz que ninguém vai acreditar nele, especialmente se ela lhes dizer que eles se beijaram no cemitério. Bruce diz tudo a John, mas John decide assumir a culpa e declara-se culpado, a fim de resgatar Angela e espera que ela vá perdoá-lo um dia por ser um mau pai. O filme termina com uma declaração de que muitos casos como este foram reportados antes da histeria do abuso em ritual satânico.

## Elenco
- Ethan Hawke como Detetive Bruce Kenner
- Emma Watson como Ângela Gray
- David Dencik como John Gray
- Devon Bostick como Roy Gray
- Aaron Ashmore George Nesbitt
- David Thewlis Professor Kenneth Raines
- Dale Dickey Rose Gray

## Produção
Em 31 de outubro de 2013, foi anunciado que Ethan Hawke que iria estrelar em um papel principal no filme de suspense Regression e que Alejandro Amenábar dirigiria em seu próprio roteiro, enquanto FilmNation Entertainment detém os direitos internacionais. Em 6 de novembro de 2013, The Weinstein Company adquiriu os direitos de distribuição nos EUA para o filme de suspense. Em 22 de novembro de 2013, Weinstein anunciou que iria lançar o filme em 28 de agosto de 2015 nos EUA. Em 5 de fevereiro de 2014, Emma Watson também se juntou ao filme para co-estrelar com Hawke. Em 25 de março, David Dencik se juntou ao elenco do filme, ele fará o papel de um homem que está preso em uma cidade de Minnesota por abusar sexualmente de sua filha. Em 23 de maio, Devon Bostick foi adicionado ao elenco do filme.

## Filmagens
A filmagem principal do filme começou em 15 de abril de 2014 em Mississauga, Ontário, Canadá. Emma Watson declarou: "Primeiro dia de filmagem de Regression hoje - um presente de aniversário muito legal xx." O primeiro dia de filmagem foi no seu 24º aniversário que ela passou filmando uma cena em uma igreja na Universidade de Toronto Mississauga. Em 5 de maio, filmagem estava acontecendo no Tottenham, e prosseguindo até 12 de junho. Em 3 de junho, foi relatado que Watson voltou em Toronto para continuar o resto das filmagens, depois de passar algum tempo para se graduar no Reino Unido.

## Lançamento
O filme foi programado para um lançamento em 28 de agosto de 2015.